# Kígyóhalfélék

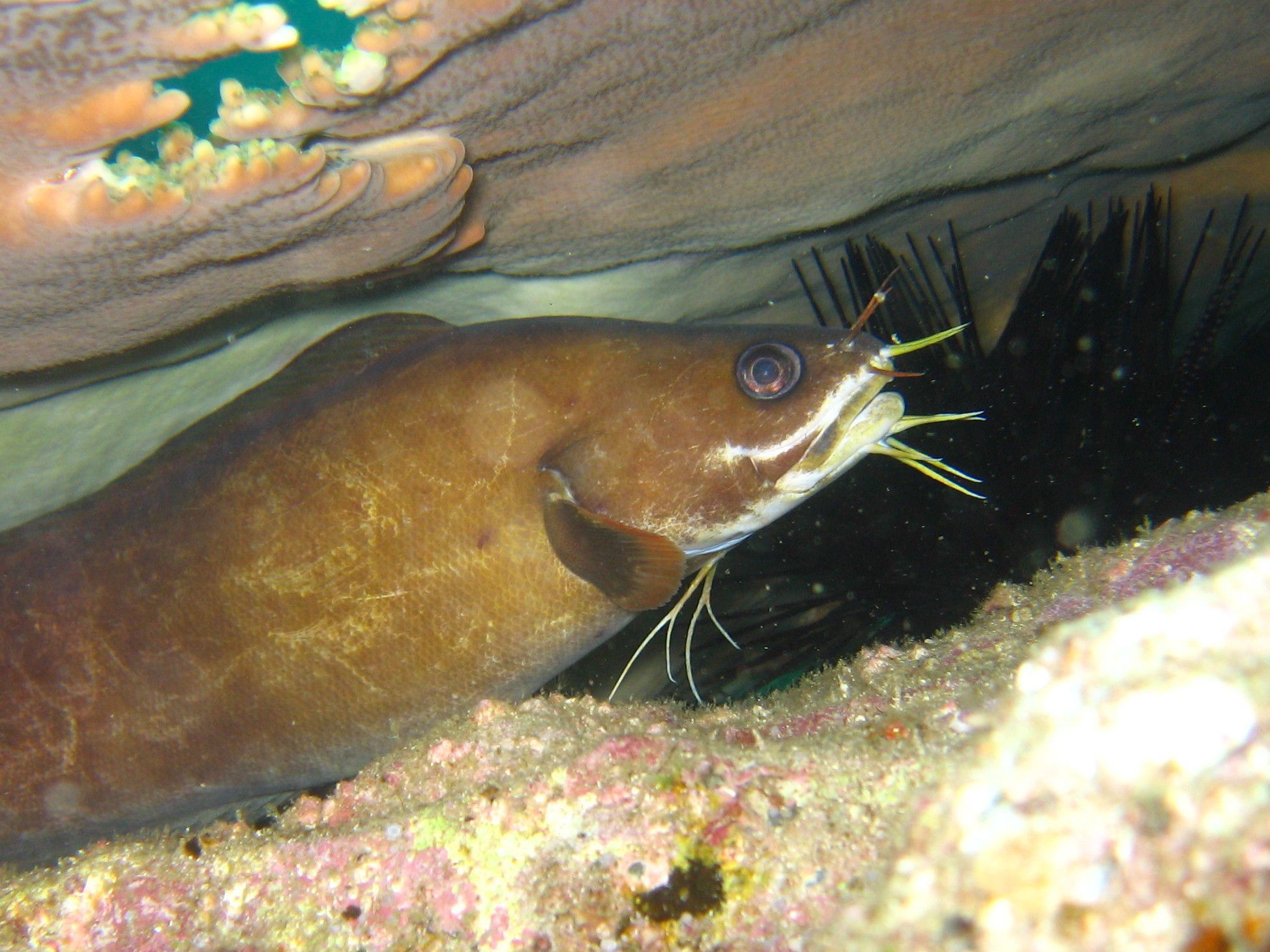
Brotula multibarbata

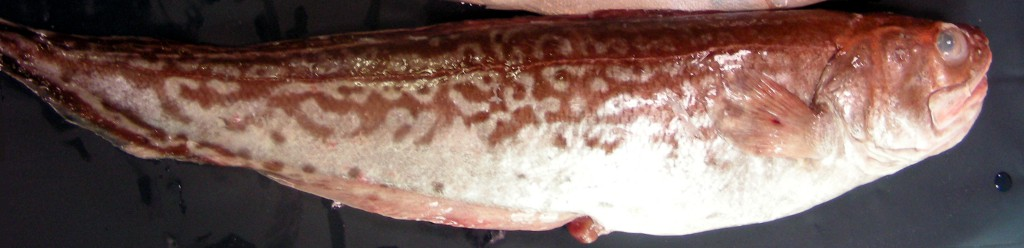
Hoplobrotula armata

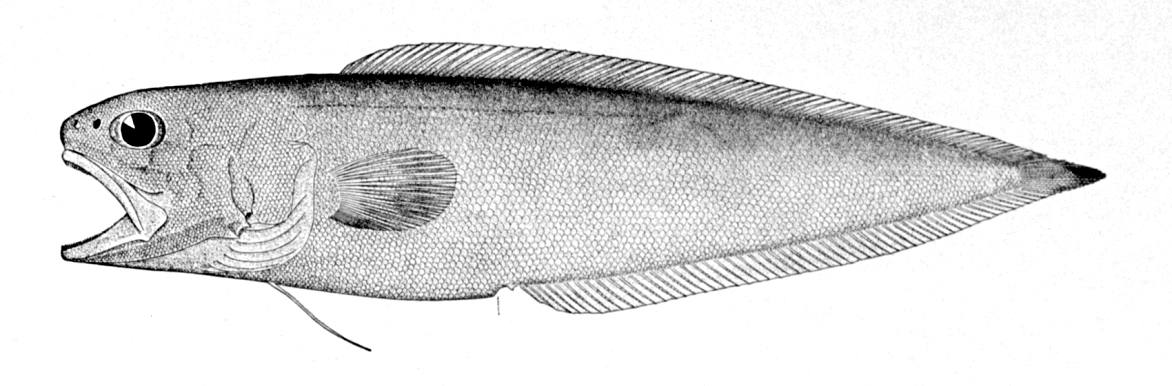
Monomitopus agassizii

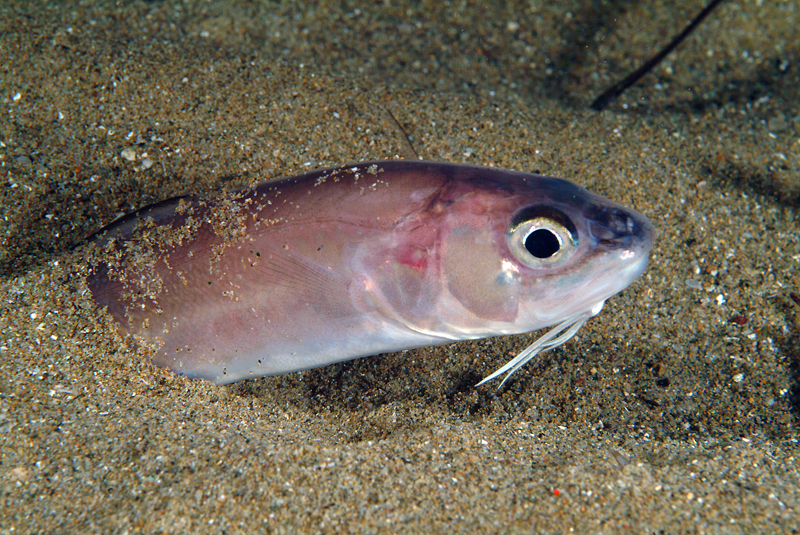
Ophidion barbatum

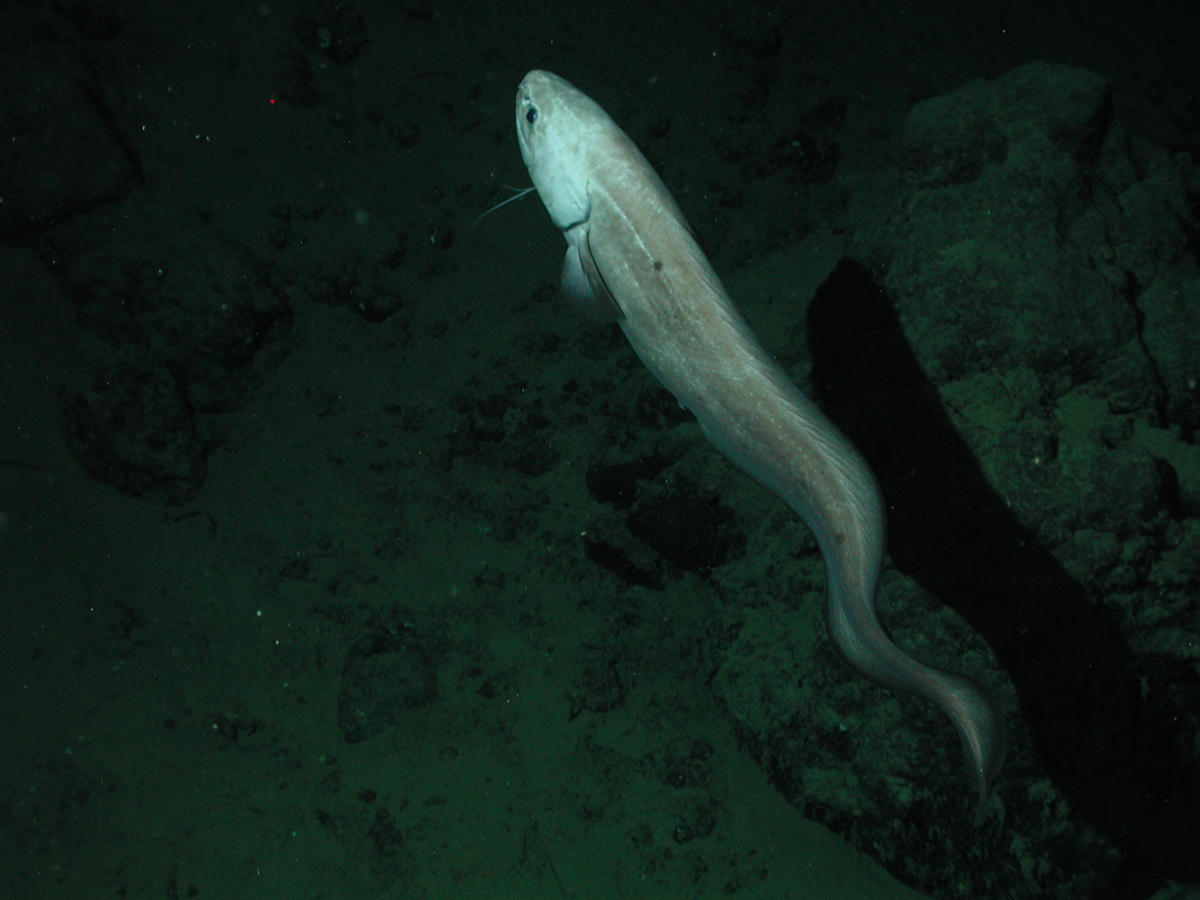
Spectrunculus grandis

A kígyóhalfélék (Ophidiidae) a csontos halak (Osteichthyes) főosztályának a sugarasúszójú halak (Actinopterygii) osztályába, ezen belül a kígyóhalalakúak (Ophidiiformes) rendjébe tartozó család.
A kígyóhalfélék családjába 50 élő nem és 258 élő faj tartozik.

## Rendszerezésük
A családba az alábbi 4 alcsalád és 50 halnem tartozik:
- Brotulinae Swainson, 1839
  - Brotula Cuvier, 1829 - 6 faj
- Brotulotaeniinae Cohen & Nielsen, 1978
  - Brotulotaenia Parr, 1933 - 4 faj
- Neobythitinae Radcliffe, 1913
  - Abyssobrotula Nielsen, 1977 - 1 faj
    - Abyssobrotula galatheae Nielsen, 1977

  - Acanthonus Günther, 1878 - 1 faj
    - Acanthonus armatus Günther, 1878

  - Alcockia Goode & T. H. Bean, 1896 - 1 faj
    - Alcockia rostrata (Günther, 1887)

  - Apagesoma H. J. Carter, 1983 - 3 faj
  - Barathrites Zugmayer, 1911 - 2 faj
  - Barathrodemus Goode & T. H. Bean, 1883 - 2 faj
  - Bassogigas Goode & T. H. Bean, 1896 - 2 faj
  - Bassozetus T. N. Gill, 1883 - 13 faj
  - Bathyonus Goode & T. H. Bean, 1885 - 3 faj
  - Benthocometes Goode & T. H. Bean, 1896 - 2 faj
  - Dannevigia Whitley, 1941 - 1 faj
    - Dannevigia tusca Whitley, 1941

  - Dicrolene Goode & T. H. Bean, 1883 - 15 faj
  - Enchelybrotula H. M. Smith & Radcliffe, 1913 - 2 faj
  - Epetriodus Cohen & J. G. Nielsen, 1978 - 1 faj
    - Epetriodus freddyi Cohen & Nielsen, 1978

  - Eretmichthys Garman, 1899 - 1 faj
    - Eretmichthys pinnatus Garman, 1899

  - Glyptophidium Alcock, 1889 - 6 faj
  - Holcomycteronus Garman, 1899 - 6 faj
  - Homostolus H. M. Smith & Radcliffe, 1913 - 1 faj
    - Homostolus acer Smith & Radcliffe, 1913

  - Hoplobrotula T. N. Gill, 1863 - 3 faj
  - Hypopleuron H. M. Smith & Radcliffe, 1913 - 1 faj
    - Hypopleuron caninum Smith & Radcliffe, 1913

  - Lamprogrammus Alcock, 1891 - 5 faj
  - Leptobrotula J. G. Nielsen, 1986 - 1 faj
    - Leptobrotula breviventralis Nielsen, 1986

  - Leucicorus Garman, 1899 - 2 faj
  - Luciobrotula H. M. Smith & Radcliffe, 1913 - 6 faj
  - Mastigopterus H. M. Smith & Radcliffe, 1913 - 1 faj
    - Mastigopterus imperator Smith & Radcliffe, 1913

  - Monomitopus Alcock, 1890 - 14 faj
  - Neobythites Goode & Bean, 1885 - 52 faj
  - Neobythitoides J. G. Nielsen & Machida, 2006 - 1 faj
    - Neobythitoides serratus Nielsen & Machida, 2006

  - Penopus Goode & T. H. Bean, 1896 - 2 faj
  - Petrotyx Heller & Snodgrass, 1903 - 2 faj
  - Porogadus Goode & T. H. Bean, 1885 - 13 faj
  - Pycnocraspedum Alcock, 1889 - 5 faj
  - Selachophidium Gilchrist, 1903 - 1 faj
    - Selachophidium guentheri Gilchrist, 1903

  - Sirembo Bleeker, 1857 - 3 faj
  - Spectrunculus D. S. Jordan & W. F. Thompson, 1914 - 2 faj
  - Spottobrotula Cohen & J. G. Nielsen, 1978 - 2 faj
  - Tauredophidium Alcock, 1890 - 1 faj
    - Tauredophidium hextii Alcock, 1890

  - Typhlonus Günther, 1878 - 1 faj
    - Typhlonus nasus Günther, 1878

  - Ventichthys Nielsen, Møller & Segonzac, 2006 - 1 faj
    - Ventichthys biospeedoi Nielsen, Møller & Segonzac, 2006

  - Xyelacyba Cohen, 1961 - 1 faj
    - Xyelacyba myersi Cohen, 1961
- Ophidiinae Rafinesque, 1810
  - Cherublemma Trotter, 1926 - 1 faj
    - Cherublemma emmelas (Gilbert, 1890)

  - Chilara Jordan & Evermann, 1896 - 1 faj
    - Chilara taylori (Girard, 1858)

  - Genypterus Philippi, 1857 - 6 faj
  - Lepophidium Gill, 1895 - 23 faj
  - Ophidion Linnaeus, 1758 - 27 faj; típusnem
  - Otophidium Gill in Jordan, 1885 - 4 faj
  - Parophidion Tortonese, 1954 - 2 faj
  - Raneya Robins, 1961 - 1 faj
    - Raneya brasiliensis (Kaup, 1856)